# John Anstis
John Anstis (29 de agosto de 1669 — 4 de março de 1744) foi um político, oficial de armas e antiquário inglês. Foi um dos maiores heraldos de seu tempo.

## Biografia
Anstis nasceu em St Neot, Cornwall. Era o primeiro filho de John Anstis (homônimo) e sua esposa Mary, filha de George Smith. Anstis foi matriculado em Exeter College, Oxford, em 27 de março de 1685 e entrou em Middle Temple em 31 de janeiro de 1690. Em 23 de junho de 1695 casou-se com Elizabeth, filha e herdeira de Richard Cudlipp de Tavistock, Devon. Tiveram oito filhos e seis filhas. Anstis tornou-se Protetor da Common law em 19 de maio de 1699.
Anstis foi eleito para o Parlamento por St Germans em 1702. Quando o Rei das Armas da Jarreteira, Sir Thomas St George, morreu em 1703, Anstis foi candidato a assumir tal vaga. Sir Henry St George acabaria por ser eleito e sucederia seu irmão.
Anstis não foi reeleito em 1705. Em 1711 Anstis seria reeleito para o Parlamento e com forte apoio político, acabaria por tornar-se o Garter King of Arms (Rei das Armas da Jarreteira), em 2 de abril de 1714.
Nessa altura, em janeiro 1715, foi eleito para o novamente Parlamento por Launceston. Entretanto a a situação política tinha mudado e além disso, em 30 de setembro de 1715 Anstis foi preso por suspeita de envolvimento em traçar uma revolta jacobita na Cornualha. Uma prolongada batalha legal se seguiu entre ele seu principal opositor do qual finalmente saiu vitorioso em maio 1718.
Em 1724 obteve uma ordem de publicação, como editor e assistido por Elias Ashmole, do "Registo do Mais Nobre Ordem da Jarreteira", chamado também de "Livro Negro" por ser uma transcrição do latim do "Livro Negro da Jarreteira", o mais antiga transcrição sobrevivente dessa ordem, escrito em cerca de 1535, agora na Colecção Real no Castelo de Windsor.